# 圣拉德贡德 (多尔多涅省)
圣拉德贡德（法語：Sainte-Radegonde，法語發音：[sɛ̃t ʁadɡɔ̃d]）是法国多尔多涅省的一个市镇，属于贝尔热拉克区。该市镇总面积4.81平方公里，2009年时的人口为55人。

## 人口
圣拉德贡德人口变化图示